# Live (Toto)
Live è un album video dei Toto, pubblicato nel 1991.
Il concerto si tenne a il Le Zenith di Parigi, Francia, nell'Ottobre del 1990 durante il Past to Present tour. Originariamente pubblicato su videocassetta, il video è stato ristampato in DVD nel 2002, con il titolo Greatest Hits Live... and more, con l'aggiunta di extra tratti da un'intervista a Steve Lukather e Jeff Porcaro nel 1988 poco prima di uno show all'Ahoy Stadium in Olanda e il dietro le quinte durante le fasi di registrazione e di preparazione del tour dell'album Tambu, uscito nel 1995 .

## Tracce
1. Child's Anthem (D. Paich)
2. Africa (D. Paich, J. Porcaro) - Voce: David Paich
3. Georgy Porgy (D. Paich) - Voce: Steve Lukather
4. I'll Be Over You (S. Lukather, R. Goodroom) - Voce: Steve Lukather
5. David Paich Solo Spot (D. Paich)
6. I Won't Hold You Back (S. Lukather) - Voce: Steve Lukather
7. Little Wing (J. Hendrix) - Voce: Steve Lukather
8. Without Your Love (D. Paich) - Voce: Steve Lukather
9. English Eyes (D. Paich, B. Kimball, J. Porcaro, S. Porcaro) - Voce: Jackie McGhee[1]
10. Rosanna (D. Paich) - Voce: Steve Lukather & Jean-Michel Byron
11. Afraid of Love (S. Lukather, D. Paich, J. Porcaro) - Voce: Steve Lukather
12. Hold the Line (D. Paich) - Voce: Jean-Michel Byron

## Formazione
- David Paich - tastiera, voce
- Steve Lukather - chitarra, voce
- Mike Porcaro - basso
- Jeff Porcaro - batteria

## Altri musicisti
- Chris Trujillo - percussioni
- Jenny Douglas - voce
- Jackie McGhee - voce
- Jean-Michel Byron - voce
- John Jessel - tastiera, voce